# Орден Белого орла (Польша)
О́рден Бе́лого орла́ (пол. Order Orła Białego) — высшая государственная награда Польши, один из старейших польских орденов. Основан в 1705 году.

## История ордена

### 1705—1831

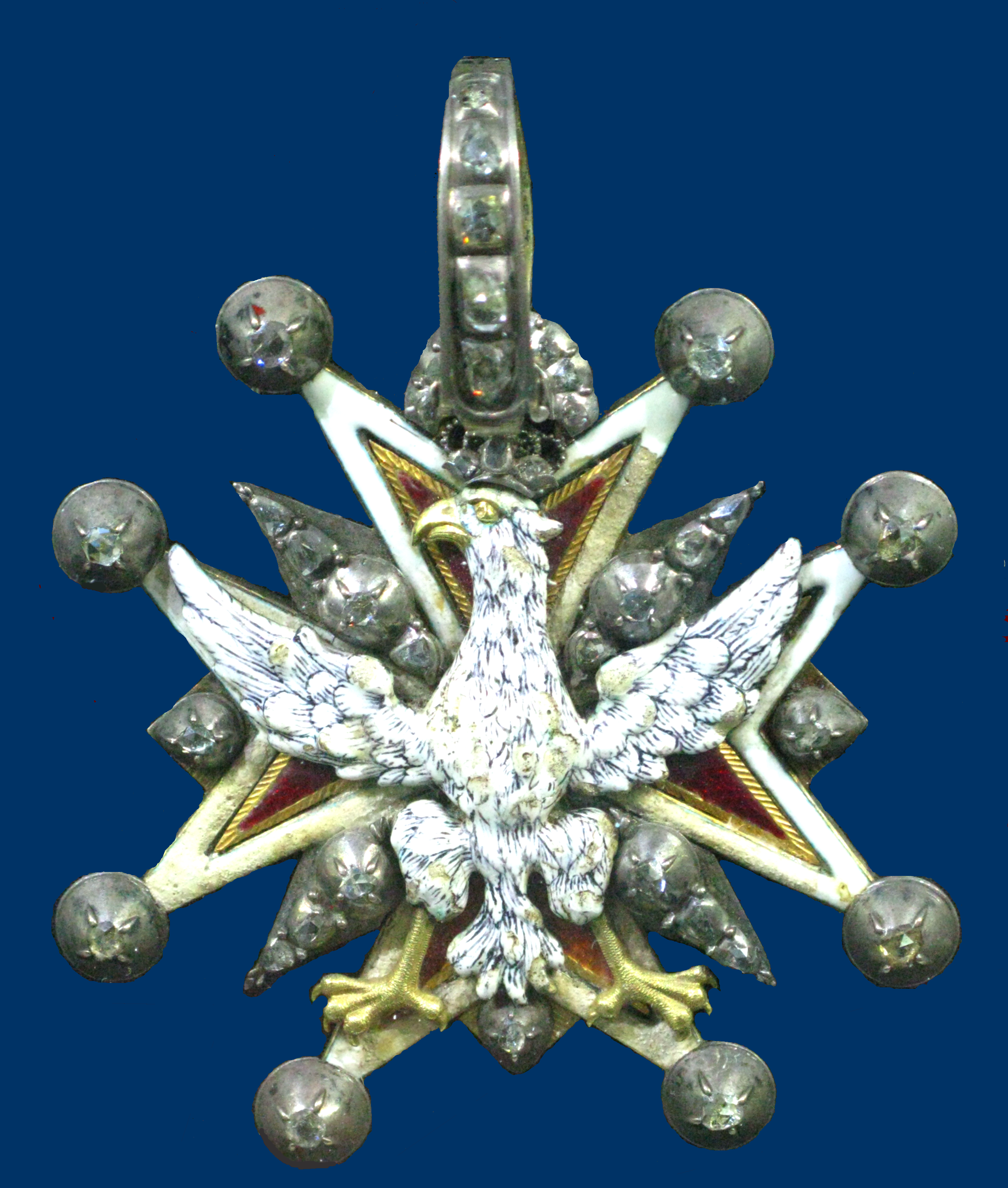
Орден Белого орла.
XVIII век

Орден учреждён в Польше 1 ноября 1705 года курфюрстом Саксонии и королём Польши Августом II. Август сразу сделал кавалерами ордена 8 человек: четырёх польских и литовских магнатов, поддерживавших его на выборах (князя Любомирского, князя Огинского, князя Радзивилла и Л. Поцея), трёх русских генералов (А. Д. Меншикова, А. И. Репнина и Г. Б. Огильви), а также гетмана Ивана Мазепу.
Позже кавалерами ордена стали многие другие российские генералы и государственные деятели:
- Г. И. Головкин (1707)
- К. Э. Ренне
- Я. В. Брюс
- Б. П. Шереметев
- В. В. Долгоруков
- Х. А. Миних
- П. П. Ласси

В 1712 году кавалером ордена стал Пётр I (в ответ на возложение на Августа Петром I знаков ордена святого Андрея Первозванного).
В результате Третьего раздела Речи Посполитой в 1795 году польско-литовское государство было ликвидировано, орден был упразднён. В 1807 году в результате Тильзитского мира из польских территорий, отошедших во время Второго и Третьего разделов Речи Посполитой к Пруссии и Австрийской империи, было образовано Варшавское герцогство, в котором орден Белого орла был восстановлен в качестве высшей государственной награды. В 1815 году решением Венского конгресса Варшавское герцогство было упразднено, а большая часть его территории вошла в состав Российской империи в качестве Царства Польского. С 1815 по 1831 год орден Белого орла считался наградой Царства Польского.
Всего с 1705 по 1831 год произведено 1017 награждений.
В 1831 году орден Белого орла был причислен к наградам Российской империи как императорский и царский орден.

### 1921—1989
Решением Сейма Речи Посполитой от 4 февраля 1921 года орден Белого орла был возрождён как высшая награда Польши. Девиз был изменён на «ZA OJCZYZNĘ I NARÓD» («За Отчизну и народ»). После ликвидации Польской Республики в 1939 году в результате начала Второй мировой войны орден продолжало вручать правительство Польши в изгнании. После освобождения Польши от германских войск в 1945 году была провозглашена Польская Народная Республика, в наградной системе которой место ордена Белого орла занял орден Строителей Народной Польши. Тогда как обосновавшееся в Лондоне правительство Польши в изгнании продолжало и далее вручать орден Белого орла.

### Современность
В 1992 году орден был восстановлен как высшая государственная награда Польши. Гроссмейстером ордена является президент Польши. Первыми восстановленным орденом были награждены король Швеции Карл XVI Густав и папа римский Иоанн Павел II (1993; папа римский получил орден 22 мая 1995 года во время пастырской поездки в Польшу).

## Знаки ордена

### Знаки в 1705—1831 годах
При учреждении орден имел знак в виде овального золотого медальона красной эмали, на котором изображался одноглавый коронованный орёл белой эмали и девиз ордена на латыни «Pro Fide, Rege et Lege» (За веру, короля и закон). На знаках, предназначавшихся для монархов, слово «Rege» заменялось на «Grege» (паства, общество). Знак носился на голубой ленте на шее.
Около 1707—1709 годов знак ордена был изменён на золотой мальтийский крест красной эмали с широким ободком белой эмали. На концах креста помещались золотые шарики, в углах креста и между раздвоенных концов — золотые лучи. На крест наложен золотой одноглавый орёл белой эмали, с распростёртыми крыльями, увенчанный золотой короной. Оборотная сторона креста — белой эмали с широким ободком красной эмали, в центре — овальный золотой медальон с королевским вензелем. Знак мог быть украшен алмазами.
В 1713 году вместо шейной ленты для ношения знака введена широкая лента через левое плечо. Также к орденским знакам была добавлена шитая звезда — золотая восьмиконечная, на центр которой наложен белый с красным ободком равноконечный крест, в углах которого — исходящие из центра волнистые лучи. На плечи креста нанесён золотом девиз ордена.
Короли Польши в торжественных случаях могли носить знак ордена на шейной орденской цепи. Цепь короля Станислава II Августа состояла из 24 звеньев: 12 в виде золотого одноглавого орла белой эмали, увенчанного короной и держащего в лапах скипетр и державу, и 12 — в виде окружённого золотым сиянием овального медальона синей эмали, на котором изображена святая Дева Мария. Знак и цепь украшались алмазами.
Для коронации Николая I в 1829 году в качестве царя Польского была изготовлена новая цепь: 9 звеньев в виде российского двуглавого орла чёрной эмали, 7 звеньев в виде знака ордена, и 7 звеньев в виде увенчанного императорской короной щитка синей эмали с вензелем императора Александра I, окружённого воинской арматурой.
После включения в 1831 году ордена в состав российских императорских и царских орденов знаки ордена были значительно изменены.

### Знаки после 1921 года
После восстановления ордена в 1921 году был установлен знак, приближенный внешне к знаку XVIII века — золотой мальтийский крест красной эмали с белым ободком, с шариками на концах и с золотыми пучками лучей в углах креста. На центр креста наложен золотой одноглавый, с распростёртыми крыльями, орёл белой эмали, увенчанный золотой короной. С оборотной стороны крест — золотой матовый, с широким белым ободком, несущий на плечах новый девиз ордена на польском: «ZA OJCZYZNĘ I NARÓD» (За Отчизну и народ). В центре оборотной стороны — золотой круглый медальон белой эмали, окружённый дубовым венком зелёной эмали; в центре медальона — золотые витые литеры «RP» (Речь Посполитая). Размер креста — 70×70 мм.
Была введена звезда ордена нового образца — восьмиконечная серебряная, на центр которой наложен золотой мальтийский крест красной эмали с белым ободком и расходящимися золотыми лучами в углах. На плечах креста — девиз ордена; в центре креста — круглый медальон белой эмали с витыми литерами «RP», окружённый дубовым венком зелёной эмали. Диаметр звезды — 80 мм, размер наложенного креста — 50×50 мм.
Лента ордена шёлковая муаровая синего цвета, шириной 100 мм.

## Иллюстрации

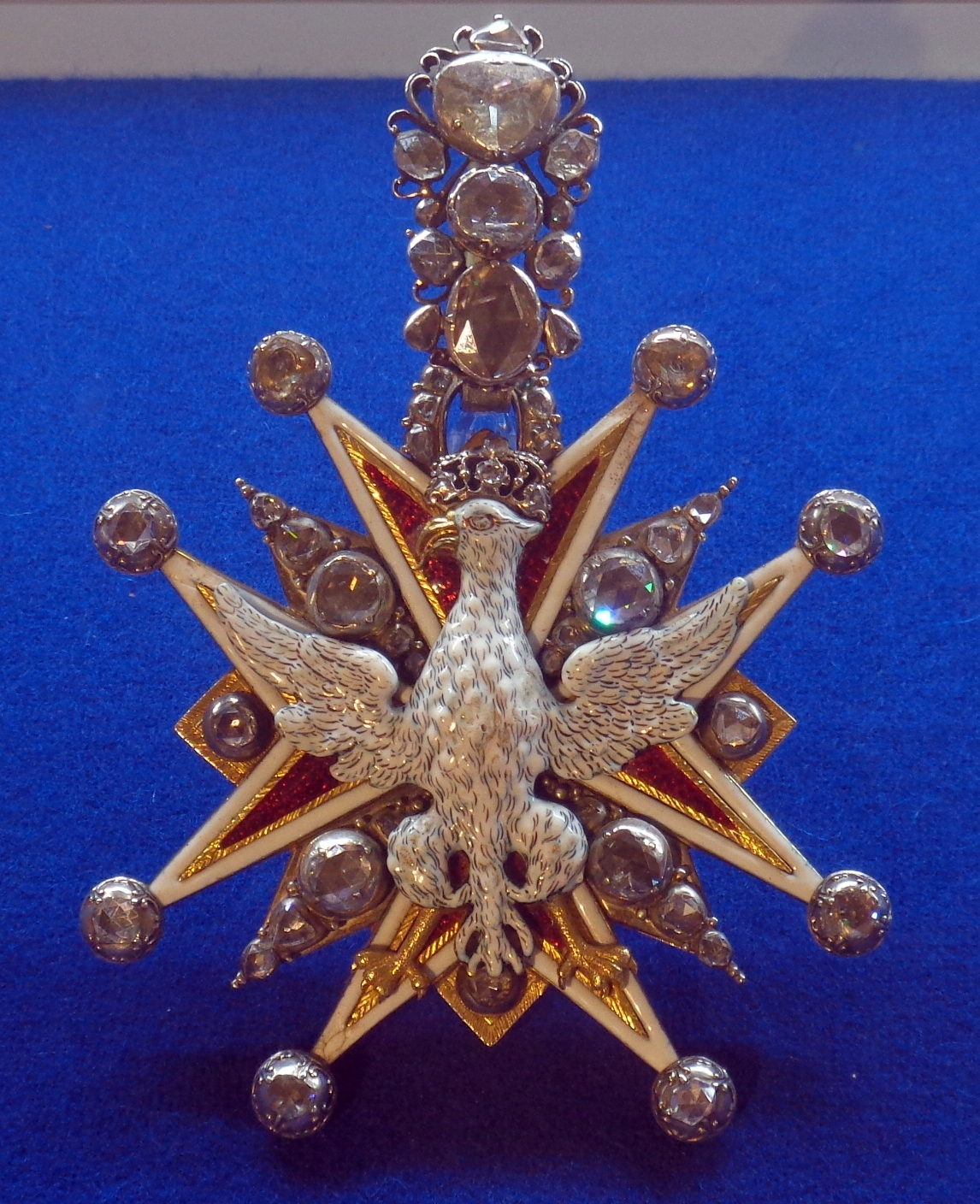
Знак ордена, украшенный бриллиантами. Принадлежал императору Петру I. XVIII век
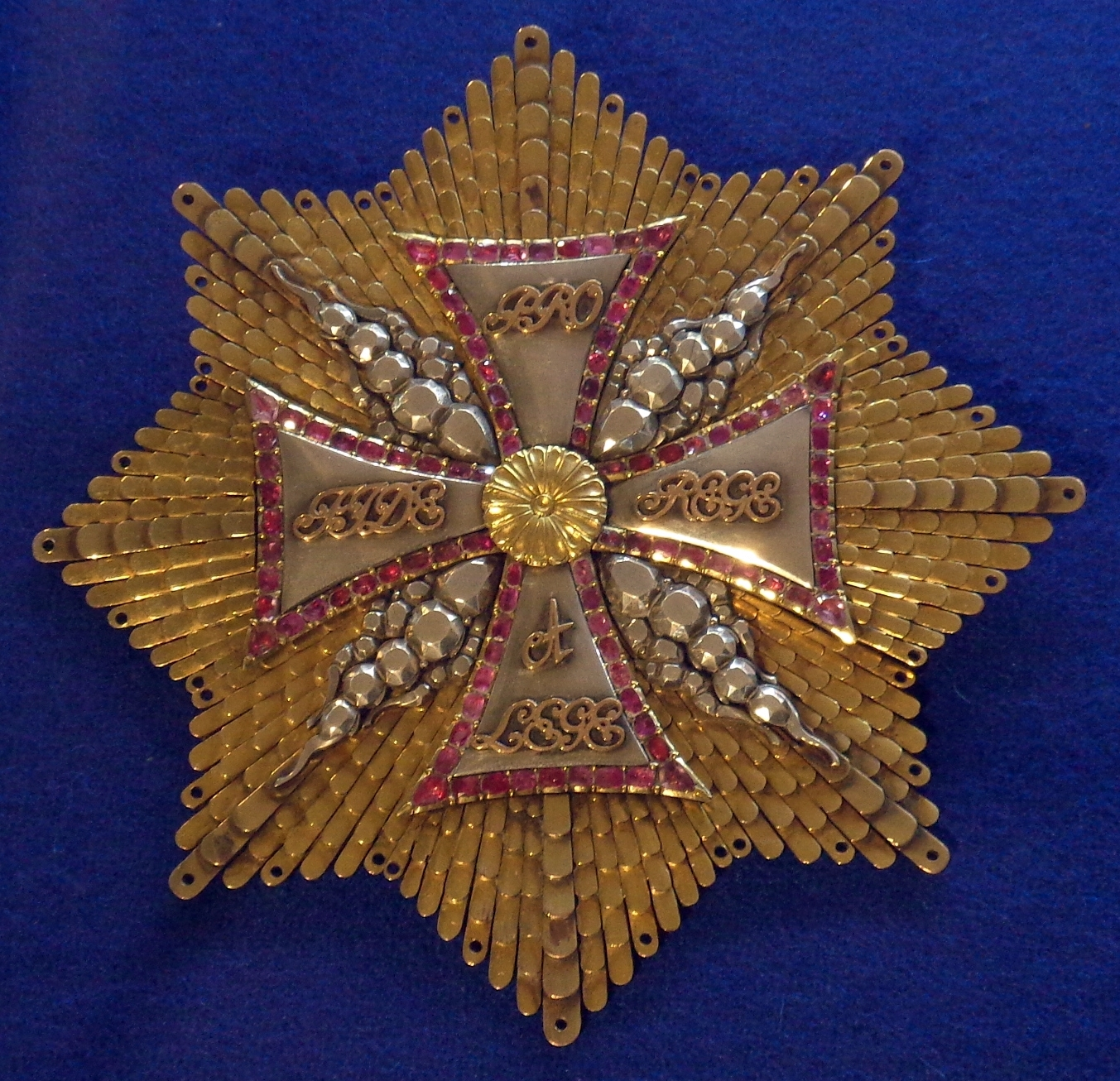
Звезда ордена. XVIII век
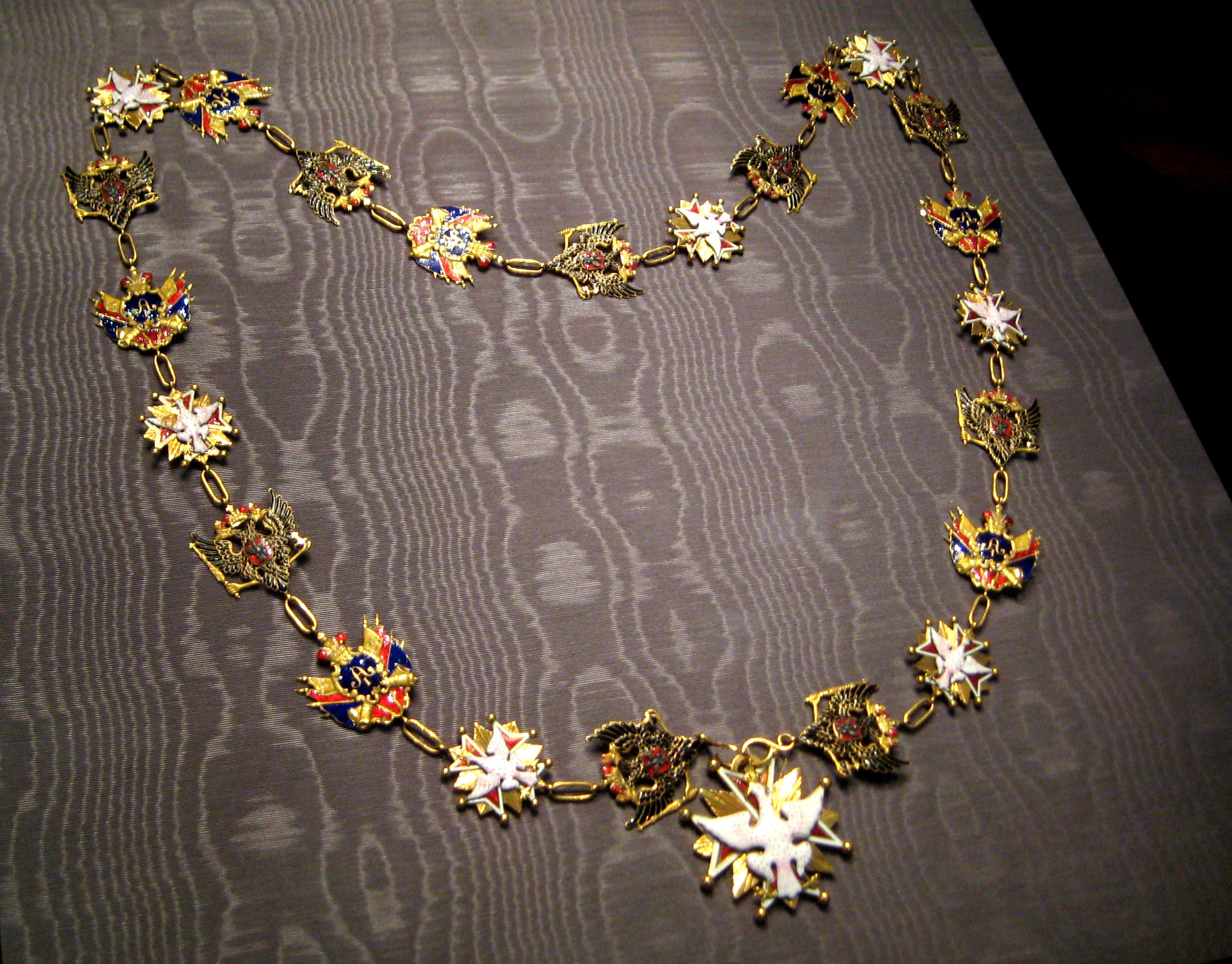
Знак ордена на цепи. Коронационная регалия Николая I для коронации на Царство польское. 1829 год
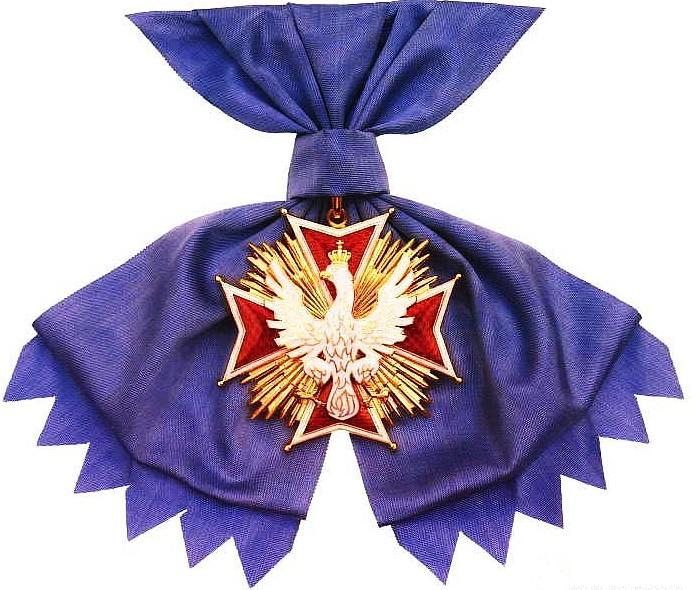
Знак ордена образца 1992 г. на ленте
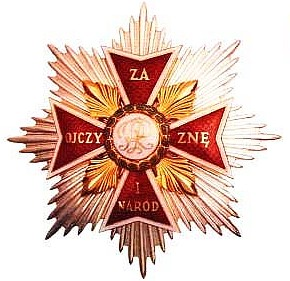
Звезда ордена образца 1992 г.